# ТПС (футбольний клуб)
«Турун Паллосеура» (фін. Turun Palloseura) або коротко ТПС (фін. TPS) — фінський футбольний клуб із Турку. Виступає у найвищій лізі чемпіонату Фінляндії.

## Історія
Клуб засновано у 1922 році. Починаючи з 1928 року, ТПС завоював 8 чемпіонських титулів у чемпіонаті Фінляндії. Останнє звання чемпіонів було здобуте 1975, попри це клуб має певні досягнення і протягом останнього часу. Чотири рази ТПС (тричі за останніх чотири сезони) займав третє місце у чемпіонаті (1996, 2007, 2009, 2010), тричі перемагав у Кубку Фінляндії, а також тричі грав у його фіналі.

## Досягнення
Чемпіонат Фінляндії:
- Чемпіон (8): 1928 (у кубковому форматі), 1939, 1941, 1949, 1968, 1971, 1972, 1975

Кубок Фінляндії:
- Переможець (3): 1991, 1994, 2010

Кубок фінської ліги:
- Переможець (1): 2012

## Виступи в єврокубках
Найвище досягнення - вихід у 1/8 фіналу Кубка УЄФА 1988-1989 року, де ТПС програв Вікторії (Бухарест) - 0:1 (г), 3:2 (д). Найпам'ятнішою подією з виступів ТПС у єврокубках є перемога 1:0 над Інтернаціонале на Сан-Сіро, завдяки голу Міки Аалтонена, у другому раунді Кубка УЄФА 1987-1988. Матч-відповідь вдома ТПС програв - 0:2.

### Матчі
| Сезон   | Змагання                     | Раунд   | Країна            | Клуб               | Результат | В сукупності |
| ------- | ---------------------------- | ------- | ----------------- | ------------------ | --------- | ------------ |
| 1969–70 | Кубок Європейських чемпіонів | ПР      | Данія             | КБ                 | 0–1, 0–4  | 0–5          |
| 1972–73 | Кубок Європейських чемпіонів | 1Р      | НДР               | Магдебург          | 0–6, 1–3  | 1–9          |
| 1973–74 | Кубок Європейських чемпіонів | 1Р      | Шотландія         | Селтік             | 1–6, 0–3  | 1–9          |
| 1976–77 | Кубок Європейських чемпіонів | 1Р      | Мальта            | Сліма Вондерерс    | 1–2, 1–0  | 2–2          |
|         |                              | 1/4     | Швейцарія         | Цюрих              | 0–2, 0–1  | 0–3          |
| 1985–86 | Кубок УЄФА                   | 1Р      | СРСР              | Спартак Москва     | 0–1, 1–3  | 1–4          |
| 1987–88 | Кубок УЄФА                   | 1Р      | Австрія           | Адміра Ваккер      | 0–1, 2–0  | 2–1          |
|         |                              | 2Р      | Італія            | Інтернаціонале     | 1–0, 0–2  | 1–2          |
| 1988–89 | Кубок УЄФА                   | 1Р      | Північна Ірландія | Лінфілд            | 0–0, 1–1  | 1–1          |
|         |                              | 2Р      | Австрія           | Ферст Вієнна       | 1–2, 1–0  | 2–2          |
|         |                              | 1/4     | Румунія           | Вікторія Бухарест  | 0–1, 3–2  | 3–3          |
| 1990–91 | Кубок УЄФА                   | 1Р      | Польща            | ГКС                | 0–3, 0–1  | 0–4          |
| 1992–93 | Кубок володарів кубків       | 1Р      | Туреччина         | Трабзонспор        | 0–2, 2–2  | 2–4          |
| 1995–96 | Кубок володарів кубків       | К       | Албанія           | Теута              | 1–0, 0–3  | 1–3          |
| 1997    | Кубок Інтертото              | Група 8 | Швеція            | Гальмстад          | 1–6       |              |
|         |                              |         | Бельгія           | Ломмель            | 1–1       |              |
|         |                              |         | Сербія            | Хайдук Кула        | 1–2       |              |
|         |                              |         | Норвегія          | Конгсвінгер        | 2–0       |              |
| 1998    | Кубок Інтертото              | 1H      | Швейцарія         | Сьйон              | 0–1, 3–2  | 2–4          |
|         |                              | 2Р      | Росія             | Шинник             | 0–2, 2–3  | 2–5          |
| 2008    | Кубок Інтертото              | 1Р      | Північна Ірландія | Лісберн Дістіллері | 3–2, 3–1  | 6–3          |
|         |                              | 2R      | Данія             | Оденсе             | 1–2, 0–2  | 1–4          |
| 2010–11 | Ліга Європи                  | 1К      | Уельс             | Порт-Толбот Таун   | 3–1, 4–0  | 7–1          |
|         |                              | 2К      | Бельгія           | Серкль Брюгге      | 1–2, 1–0  | 2–2          |
| 2011–12 | Ліга Європи                  | 2К      | Бельгія           | Вестерло           | 0–1, 0–0  | 0–1          |
| 2013–14 | Ліга Європи                  | 1К      | Люксембург        | Женесс (Еш)        | 2–1, 0–2  | 2–3          |